# 2015年亚洲自行车锦标赛
2015年亚洲自行车锦标赛是第35届亚洲自行车锦标赛，于2015年2月4日至14日在泰国那空叻差是玛进行。比赛共设23个小项，其中场地赛项目于2月4日至8日进行，公路赛项目则于2月10日至14日进行。

## 奖牌得主

### 公路赛

#### 男子
| 项目       | 金牌                         | 银牌                                   | 铜牌                   |
| 公路赛     | Hossein Askari · 伊朗（IRI） | Yousif Mirza · 阿拉伯联合酋长国（UAE） | 内间康平 · 日本（JPN） |
| 个人计时赛 | Hossein Askari · 伊朗（IRI） | Zhandos Bizhigitov · 哈萨克斯坦（KAZ） | 崔亨敏 · 韩国（KOR）   |

#### 女子
| 项目       | 金牌                     | 银牌                     | 铜牌                                     |
| 公路赛     | 黃亭茵 · 中華臺北（TPE） | 蕭美玉 · 中華臺北（TPE） | 孟昭娟 · 中國香港（HKG）                 |
| 个人计时赛 | 罗雅凛 · 韩国（KOR）     | 萩原麻由子 · 日本（JPN） | Tüvshinjargalyn Enkhjargal · 蒙古（MGL） |

### 场地赛

#### 男子
| 项目        | 金牌                                        | 银牌                                                  | 铜牌                                        |
| 个人竞速赛  | 河端朋之 · 日本（JPN）                      | 阿茲祖哈斯尼阿旺 · 马来西亚（MAS）                    | 姜棟珍 · 韩国（KOR）                        |
| 1公里计时赛 | 林採斌 · 韩国（KOR）                        | 胡樂雋 · 中國香港（HKG）                              | Ehsan Khademi · 伊朗（IRI）                 |
| 竞轮赛      | 阿茲祖哈斯尼阿旺 · 马来西亚（MAS）          | 渡邊一成 · 日本（JPN）                                | Worayut Kapunya · 泰国（THA）               |
| 个人追逐赛  | 朴相訓 · 韩国（KOR）                        | 張敬樂 · 中國香港（HKG）                              | 近谷涼 · 日本（JPN）                        |
| 记分赛      | 倉林巧和 · 日本（JPN）                      | Yousif Mirza · 阿拉伯联合酋长国（UAE）                | 申東寅 · 韩国（KOR）                        |
| 集体出发赛  | Behnam Khosroshahi · 伊朗（IRI）            | Jan Paul Morales · 菲律宾（PHI）                      | 劉金峰 · 中華臺北（TPE）                    |
| 全能赛      | Timur Gumerov · 乌兹别克斯坦（UZB）         | 林載淵 · 韩国（KOR）                                  | 阿尔乔姆·扎哈罗夫 · 哈萨克斯坦（KAZ）       |
| 麦迪逊赛    | 中國香港（HKG） · 張敬樂 · 梁峻榮           | 伊朗（IRI） · Amir Zargari · Arvin Moazzami           | （KOR） · 朴建右 · Choi Seung-woo           |
| 团体竞速赛  | （KOR） · 林採斌 · 姜棟珍 · 孫制用          | 日本（JPN） · 新田祐大 · 渡邊一成 · 雨谷一樹          | 中國（CHN） · 徐超 · 包赛飞 · 胡珂          |
| 团体追逐赛  | 中國（CHN） · 刘浩 · 沈平安 · 秦晨路 · 刘威 | 日本（JPN） · 近谷涼 · 窪木一茂 · 倉林巧和 · 一丸尚伍 | （KOR） · 申東寅 · 朴建右 · 林載淵 · 朴相訓 |

#### 女子
| 项目        | 金牌                                            | 银牌                                              | 铜牌                                                  |
| 个人竞速赛  | 李慧詩 · 中國香港（HKG）                        | 林俊红 · 中国（CHN）                              | 法特哈·穆斯塔法 · 马来西亚（MAS）                     |
| 500米计时赛 | 李慧詩 · 中國香港（HKG）                        | 法特哈·穆斯塔法 · 马来西亚（MAS）                 | 前田佳代乃 · 日本（JPN）                              |
| 竞轮赛      | 林俊红 · 中国（CHN）                            | 李惠珍 · 韩国（KOR）                              | 李慧詩 · 中國香港（HKG）                              |
| 个人追逐赛  | 黃亭茵 · 中華臺北（TPE）                        | 楊倩玉 · 中國香港（HKG）                          | Supaksorn Nuntana · 泰国（THA）                       |
| 记分赛      | 黃亭茵 · 中華臺北（TPE）                        | 李彩敬 · 韩国（KOR）                              | 塚越櫻 · 日本（JPN）                                  |
| 集体出发赛  | 黃亭茵 · 中華臺北（TPE）                        | 逄瑤 · 中國香港（HKG）                            | 小島蓉子 · 日本（JPN）                                |
| 全能赛      | 罗晓玲 · 中国（CHN）                            | 刁小娟 · 中國香港（HKG）                          | 蕭美玉 · 中華臺北（TPE）                              |
| 团体竞速赛  | （KOR） · 李惠珍 · Choi Seul-gi                 | 日本（JPN） · 石井贵子 · 前田佳代乃               | 中國（CHN） · 李雪妹 · 石晶晶                         |
| 团体追逐赛  | 中國（CHN） · 黄冬艳 · 赵宝芳 · 敬亚莉 · 姜吻吻 | 中國香港（HKG） · 孟昭娟 · 梁寶儀 · 楊倩玉 · 逄瑤 | 日本（JPN） · 加瀨加奈子 · 塚越櫻 · 上野南 · 中村妃智 |

## 奖牌榜
```

```

  *   主办国家/地区（泰國）
| 排名                      | 国家 / 地区               | 金牌 | 銀牌 | 銅牌 | 总计 |
| ------------------------- | ------------------------- | ---- | ---- | ---- | ---- |
| 1                         | （KOR）                   | 5    | 3    | 5    | 13   |
| 2                         | 中國（CHN）               | 4    | 1    | 2    | 7    |
| 2                         | 中華臺北（TPE）           | 4    | 1    | 2    | 7    |
| 4                         | 中國香港（HKG）           | 3    | 6    | 2    | 11   |
| 5                         | 伊朗（IRI）               | 3    | 1    | 1    | 5    |
| 6                         | 日本（JPN）               | 2    | 5    | 6    | 13   |
| 7                         | 马来西亚（MAS）           | 1    | 2    | 1    | 4    |
| 8                         | （UZB）                   | 1    | 0    | 0    | 1    |
| 9                         | 阿联酋（UAE）             | 0    | 2    | 0    | 2    |
| 10                        | （KAZ）                   | 0    | 1    | 1    | 2    |
| 11                        | 菲律賓（PHI）             | 0    | 1    | 0    | 1    |
| 12                        | 泰國（THA）*              | 0    | 0    | 2    | 2    |
| 13                        | 蒙古国（MGL）             | 0    | 0    | 1    | 1    |
| 总计（共13个国家 / 地区） | 总计（共13个国家 / 地区） | 23   | 23   | 23   | 69   |